# چیولی شیک (آریزونا)
چیولی شیک (به انگلیسی: Chiuli Shaik) یک منطقهٔ مسکونی در ایالات متحده آمریکا است که در آریزونا واقع شده‌است. چیولی شیک ۹۸۴ متر بالاتر از سطح دریا واقع شده‌است.